# Roma Open 2013
El torneo Roma Open 2013 es un torneo profesional de tenis. Pertenece al ATP Challenger Series 2013. Se disputó su 12.ª edición sobre tierra batida, en Roma, Italia entre el 6 y el 12 de mayo de 2013.

## Jugadores participantes del cuadro de individuales

### Cabezas de serie
| País                 | Jugador               | Rank1 | Favorito |
| Bandera de España    | Albert Montañés       | 84    | 1        |
| Bandera de Eslovenia | Aljaž Bedene          | 85    | 2        |
| Bandera de Eslovenia | Blaž Kavčič           | 97    | 3        |
| Bandera de Argentina | Guido Pella           | 102   | 4        |
| Bandera de Francia   | Gaël Monfils          | 103   | 5        |
| Bandera de Austria   | Andreas Haider-Maurer | 105   | 6        |
| Bandera de Francia   | Adrian Mannarino      | 109   | 7        |
| Bandera de Argentina | Federico Delbonis     | 112   | 8        |
| Bandera de Bélgica   | Steve Darcis          | 115   | 9        |
| -------------------- | --------------------- | ----- | -------- |

- 1 Se ha tomado en cuenta el ranking del día 29 de abril de 2013.

### Otros participantes
Los siguientes jugadores recibieron una invitación (wild card), por lo tanto ingresan directamente al cuadro principal:
- Eduardo Schwank
- Potito Starace
- Matteo Trevisan

Los siguientes jugadores ingresan al cuadro principal tras disputar el cuadro clasificatorio:
- Andrey Golubev
- Andrej Martin
- Adrián Menéndez
- Maxime Teixeira
- Dustin Brown (perdedor afortunado)
- Bastian Knittel (perdedor afortunado)
- Denys Mylokostov (perdedor afortunado)

Los siguientes jugadores ingresan al cuadro principal tras recibir una exención especial:
- David Guez

## Jugadores participantes en el cuadro de dobles

### Cabezas de serie
| País                      | Jugador         | País                | Jugador        | Rank1 | Favorito |
| Bandera de Alemania       | Andre Begemann  | Bandera de Alemania | Martin Emmrich | 122   | 1        |
| Bandera de Alemania       | Philipp Marx    | Bandera de Rumania  | Florin Mergea  | 142   | 2        |
| Bandera de Estados Unidos | Nicholas Monroe | Bandera de Alemania | Simon Stadler  | 159   | 3        |
| Bandera de Israel         | Andy Ram        | Bandera de Brasil   | André Sá       | 176   | 4        |
| ------------------------- | --------------- | ------------------- | -------------- | ----- | -------- |

- 1 Se ha tomado en cuenta el ranking del día 29 de abril de 2013.

### Otros participantes
Los siguientes jugadores recibieron una invitación (wild card), por lo tanto ingresan directamente al cuadro principal:
- Daniele Giorgini /  Walter Trusendi

Los siguientes jugadores disputarán el torneo en calidad de alternativos:
- Adrián Menéndez /  Adrian Ungur

## Campeones

### Individual Masculino
- Aljaž Bedene derrotó en la final a  Filippo Volandri, 6–4, 6–2

### Dobles Masculino
- Andre Begemann /  Martin Emmrich derrotaron en la final a  Philipp Marx /  Florin Mergea, 7–6(4), 6–3

- Datos: Q12981500